# Biblioteca Regional Gabriela Mistral
La Biblioteca Regional Gabriela Mistral (BRGM) es una construcción pública que está ubicada en La Serena, Región de Coquimbo, Chile. Fue una de las promesas del segundo gobierno de Michelle Bachelet, toma como inspiración principal el legado de la poeta chilena Gabriela Mistral y busca impulsar la cultura, el desarrollo productivo y la identidad territorial de la región de Coquimbo. Es, además, parte del Servicio Nacional del Patrimonio Cultural dependiente del Ministerio de las Culturas, las Artes y el Patrimonio y cuenta con el Sello de Certificación de Edificación Sustentable.

## Historia
El 21 de mayo de 2014, el gobierno de Michelle Bachelet prometió construir bibliotecas regionales en aquellas zonas que no dispusieran de alguna. Así, financiada por la entonces Dirección de Bibliotecas, Archivos y Museos (Dibam), actual Servicio Nacional del Patrimonio Cultural, la construcción de la Biblioteca Regional Gabriela Mistral se inició el 28 de mayo de 2016 y contó con el apoyo técnico del Ministerio de Obras Públicas (MOP).
La planificación contemplaba cuatro pisos y un subterráneo distribuidos en un área de 5.592 m², lo que la convertiría también en la biblioteca regional más grande y moderna que se encontraba fuera de la Región Metropolitana de Santiago. El proyecto completo costó cerca de diez mil millones de pesos y su fecha límite estaba estipulada para noviembre del año 2017. La coordinadora del proyecto, Lorena Arenas, comentó en una entrevista: "En términos de ejecución, la empresa tiene 540 días para construir el edificio".
El 21 de noviembre de 2017 se realizó la ceremonia oficial de entrega y se inició la etapa final de la implementación de la biblioteca.
La biblioteca fue inaugurada por la entonces presidenta de la República, Michelle Bachelet, el 5 de marzo de 2018. Durante los dos primeros meses de funcionamiento, recibió cerca de 46 100 visitas, realizó 10 523 préstamos, inscribió a 6476 socios y se realizaron 136 actividades culturales con 13 500 participantes.
El 28 de junio de 2018 fue inaugurado un punto de acceso a la Biblioteca Nacional Digital de Chile, que permite revisar textos que se encuentran en Santiago y están protegidos por las leyes de propiedad intelectual.

## Características
El edificio tiene una superficie de 5592 metros cuadrados, distribuidos en cinco plantas. Incluye espacios inclusivos y un sistema de funcionamiento que le valió la primera Certificación de Edificio Sustentable CES de la región.
Con una colección inicial de 20 mil ejemplares para consulta y préstamo, entre sus espacios abiertos incluye áreas de exposición, un auditorio con capacidad para 130 personas, salas maker y cowork, y la primera «Guaguateca» del norte de Chile. Se agregan las salas +60 (para adultos mayores), +18 y Memoria Regional, creada especialmente para la difusión de la memoria, el patrimonio local y la creación cultural de autores locales.
También cuenta con una cafetería, terrazas, conexión gratuita a Internet vía wifi, espacios de trabajo y estudio abiertos a la comunidad. Suma un laboratorio Biblioredes, enfocado a la capacitación gratuita en Tecnologías de la Información y las Comunicaciones.